# Moldavanka

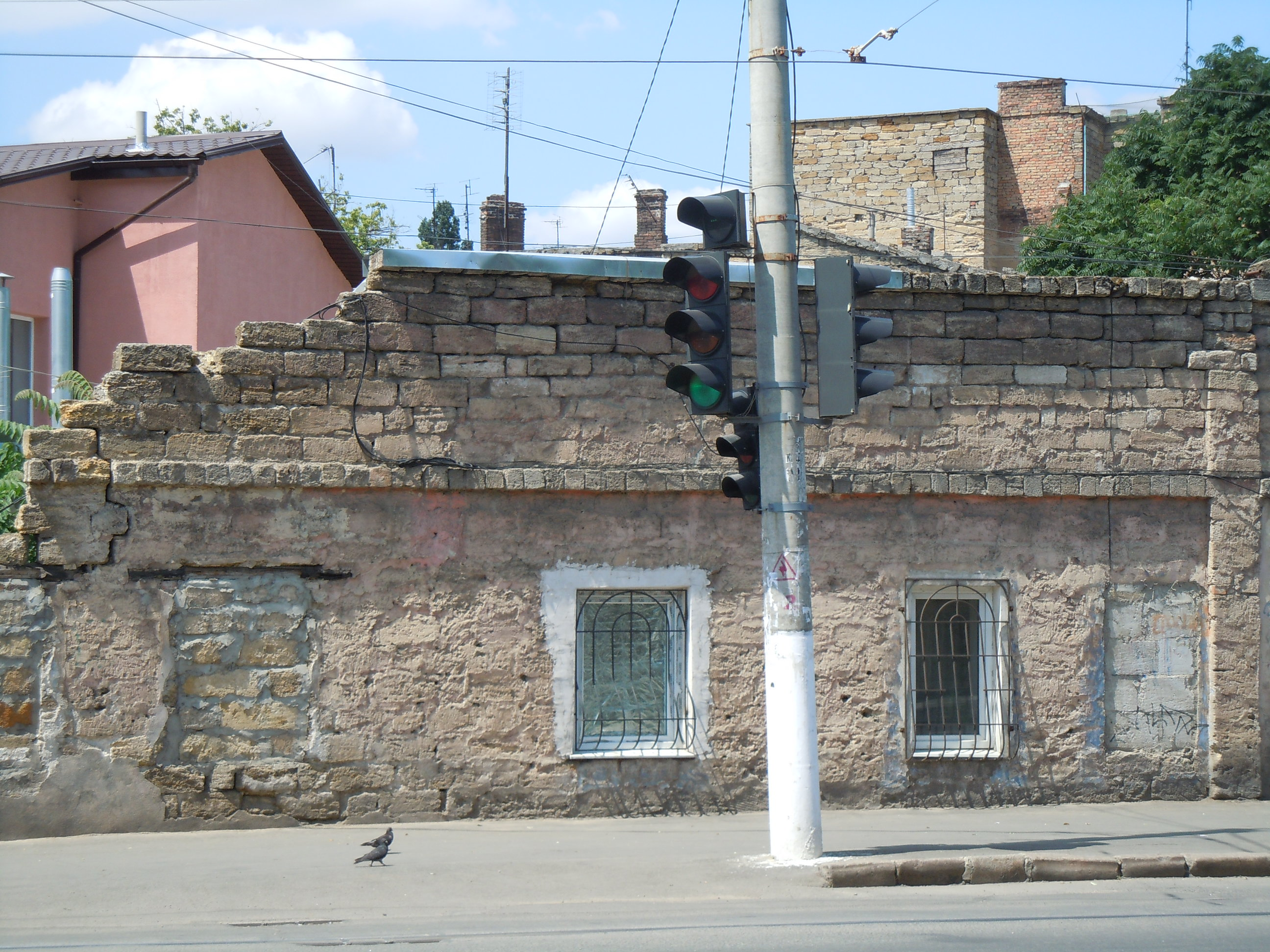
Typisk arkitektur i Moldavanka.

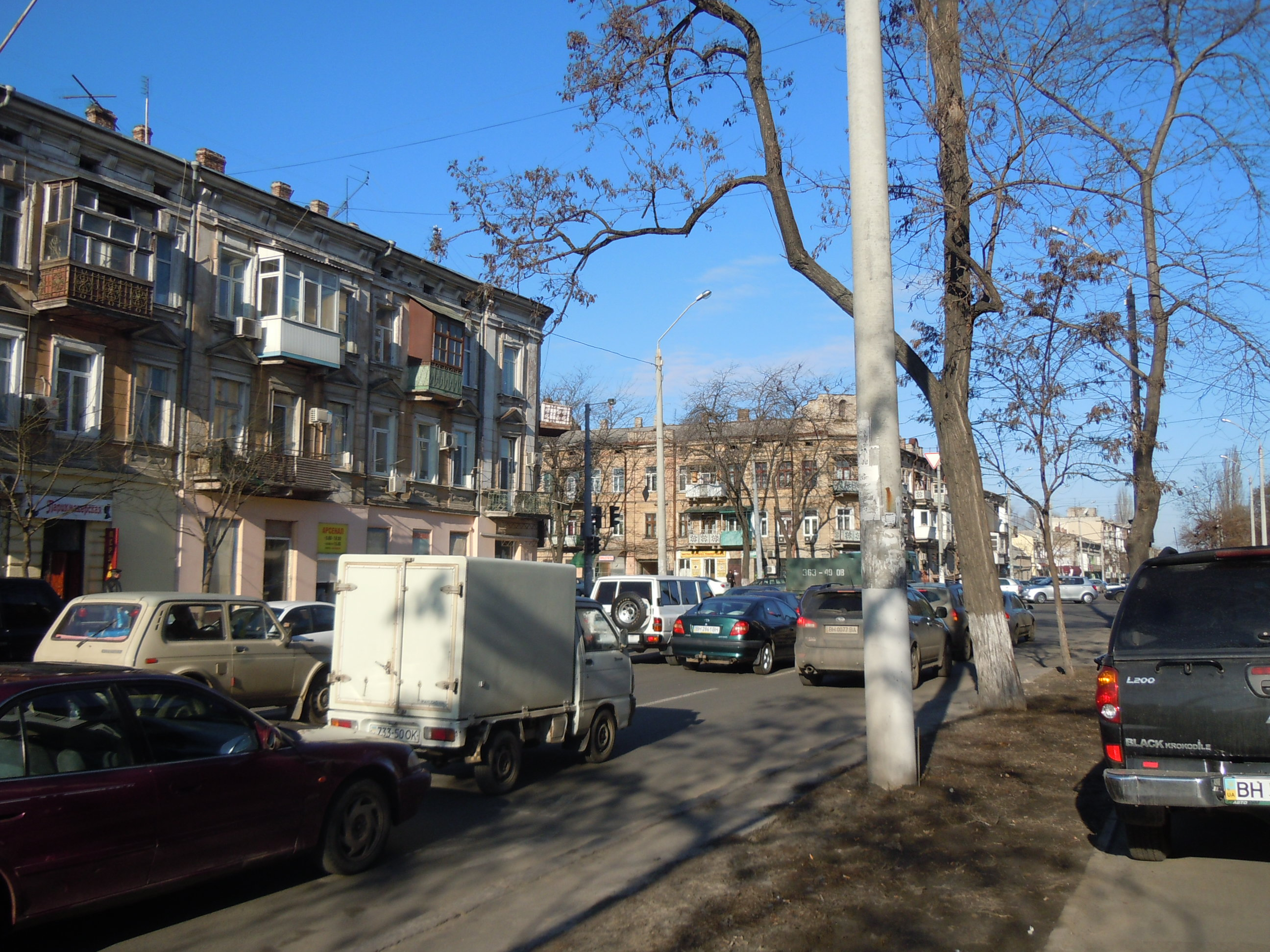
Vul. Myasoyidivska, den centrala gatan i Moldavanka.

Moldavanka är en historisk stadsdel i Odessa i Ukraina. Här låg fram till den ryska revolutionen det judiska gettot.